# Аккерман, Рита
Рита Аккерман (англ. Rita Ackermann; род. 19 апреля, 1968 года, Будапешт, Венгрия) — американо-венгерская художница. В настоящее время работает в Нью-Йорке.

## Детство
Родилась в Будапеште в 1968 году.
Училась в Венгерском университете изобразительных искусств с 1989 по 1992 годы. Также, училась в New York Studio School of Drawing, Painting and Sculpture. В интервью спросили о её выборе переехать в Нью-Йорк и как это повлияло на её работу, на что она ответила
Это дало мне возможности, из которых я должна была выбрать, а затем научиться сужать… сужать вещи до их голого существования, чтобы выяснить причину сделать что-то, где всё уже сделано или готово. Я оптимист, всегда полна надежды, что я найду свой путь, это только мой путь
это моя работа.

## Карьера
Рита Акерманн выставлялась на многочисленных музейных и галерейных выставках в США, Японии и Европе.
С середины 1990-х годов художница добавляет к своим знаниям живописи и её социальный комментарий. «От витражей до красной шариковой ручки, которую она наносила на лица моделей взлётно-посадочной полосы вместо макияжа. Она создала многоуровневые театры кукол-теней, такие как «Убийца оленей» (1997), выступила в качестве участника коллектива «Angelblood» и курировала такие выставки, как «The Perfect Man» (2007) и «The Kate Moss Show» (2006), с Оливье Замом».
Её работы включают картины, рисунки, футболки, линию нижнего белья и дизайн скейтбордов. Her paintings in the early and mid 1990s featured nymphetish girls.
В 2008 году она участвовала в Биеннале Уитни .

## Современность
«Она не осуждает, просто очарована американским экстремизмом во всех его проявлениях» — по словам миссис Кливатер.
В последние годы, работы художницы охватывают картины публичных див, изображенных в виде монстров, раскрытых когтей. Другие картины указывают на современный социокультурный климат. Отталкиваясь от автомобильных аварий, бездомных, массовых беспорядков и взрывов в Оклахома-Сити, это всего лишь часть её работ.

### Персональные выставки
- 1994: Andrea Rosen Gallery, Нью-Йорк, «After Dinner I’m Gonna Shoot You But Before I’ll Take A Shower», 8 июля — 12 августа
- 1995: Rebecca Camhi Gallery, Афины, Греция, «It Doesn’t Matter if You Love Me or Not....I’ll Be Always There For You...», 11 февраля — 25 марта
- 1995: Interim Art, Лондон, Англия, «out of the blue into the black», 1 июня — 15 июля
- 1995: Peter Kilchmann Galerie, Цюрих, Швейцария, «The Birth of Tragedy», 1–30 сентября
- 1995: Museum of Contemporary Art, «Options 48: Dan Peterman», 12 ноября — 8 января
- 1996: Andrea Rosen Gallery, Нью-Йорк, «If Anyone Hurts My Brother, I’ll Kill That...», 19 января — 24 февраля
- 1997: Peter Kilchmann Galerie, Цюрих, Швейцария, «The Good, The Bad and The Evil», май/июнь
- 1998: Bartok 32 Galeria, Будапешт, Венгрия, «Just Do Whatever You Want», 13 марта — 5 апреля
- 1998: Rebecca Camhi Gallery, Афины, Греция, июнь — сентябрь
- 1999: Swiss Institute, Нью-Йорк, 21 — 6 марта, с Аной Акспе
- 1999: Parco Gallery, Токио, Япония, «Revelation», 3 сентября — 11 октября
- 2000: Andrea Rosen Gallery, Нью-Йорк, «corvette», 10 марта — 15 апреля
- 2000: Galerie Krobath Wimmer, Вена, Австрия, «God’s Little Helpers», 17 мая — 1 июля
- 2000: Annet Gelink Gallery, Нидерланды, «Lost and Found Notes», 2 сентября — 15 октября
- 2001: Peter Kilchmann Galerie, Цюрих, Швейцария, «the only way to get to my vagina is through Jesus!», 10 марта — 12 апреля
- 2001: The Deep Gallery, Париж, Франция, «Style Show for the Levitation of the Strong American Women», 28 июня — 28 июля
- 2002: Museum Het Domein, Sittard, Holland, «Snowfall in August», 2 июня — 18 августа
- 2003: Galerie Almine Rech, Париж, Франция, «Ördögök» (Дьяволы) 11 января — 22 февраля
- 2003: Galerie Peter Kilchmann, Цюрих, Швейцария, «Memoires d’Une Jeune Fille Rouge», 23 мая — 26 июля
- 2003: Andrea Rosen Gallery, Нью-Йорк, «Listen to the Fool’s Reproach», 13 декабря, 2003 года — 17 января, 2004 года
- 2004: «The Dreamland Artist Club», общественный проект с «Creative Time for Coney Island redevelopment», 12 июня — 6 сентября
- 2005: «Jump On Me», Bonner Kunstverein, 29 апреля — 3 июля
- 2005: «Collage: 1993-2005», Andrea Rosen Gallery, 9 сентября — 8 октября
- 2016: «JEZEBELS», FARAGO, Лос-Анджелес, 12 марта — 16 апреля
- 2016: «The Aesthetic of Disappearance», Malmö Konsthall, Мальмё, Швеция, 22 октября, 2016 года — февраль, 2017 года

### Избранные произведения
- Revelations #14
- Fire By Days 4/III
- Fire By Days (Mono)
- Flipped Over II

## Примечание
1. ↑  Rita Ackermann // RKDartists (нидерл.)
2. ↑  Rita Ackermann // Архив изобразительного искусства — 2003.
3. 1 2 3  About The Artist: Rita Ackermann. Whitney Biennial 2008 Exhibition. New York, New York: Whitney Museum of American Art (2008). Дата обращения: 2 января 2010. Архивировано 14 марта 2018 года.
4. ↑  Rita Ackermann. Artist bio. New York, New York: Andrea Rosen Gallery. Дата обращения: 2 января 2010. Архивировано из оригинала 27 марта 2010 года.
5. ↑  NYC Artist Portfolio Rita Ackermann. New York, New York: Hercules Magazine (2011). Дата обращения: 5 мая 2013. Архивировано из оригинала 22 декабря 2013 года.
6. ↑  Smith, Roberta (2 февраля 1996). Art in Review. The New York Times. New York, New York: The New York Times Company. p. C26. Архивировано 20 сентября 2019. Дата обращения: 2 января 2010.
7. ↑  Smith, Roberta (7 октября 2005). Art in Review; Rita Ackermann -- Francis Upritchard. The New York Times. New York, New York: The New York Times Company. Архивировано 4 марта 2016. Дата обращения: 2 января 2010.
8. ↑  Santiago, Fabiola (25 октября 2009). MOCA acquisitions highlight pivotal works in artists' careers. The Miami Herald. Miami, Florida: Miami Herald Media Co. Дата обращения: 2 января 2010.{{cite news}}:  Википедия:Обслуживание CS1 (url-status) (ссылка)
9. 1 2  DiPietro, Monty (1999). Rita Ackermann at the Parco Gallery. AssemblyLanguage. AssemblyLanguage. Архивировано из оригинала 5 июля 2008. Дата обращения: 2 января 2010.
10. ↑  Rita Ackermann Архивировано 2 декабря 2008 года., Frieze, Nov-Dec 2005.